# Elettro ossidazione
L'elettro ossidazione (EO), spesso indicata anche come ossidazione anodica, è una tecnologia utilizzata per il trattamento delle acque reflue, in particolare degli effluenti industriali, ed è una tipologia di processo di ossidazione avanzato (AOP). La configurazione più generale prevede due elettrodi, utilizzati come anodo e catodo, e collegati ad un generatore elettrico. Fornendo energia al sistema, in presenza di una quantità sufficiente di elettrolita, vengono prodotte specie ossidanti che degradano gli inquinanti. I composti refrattari sono così convertiti in prodotti di degradazione e successivamente in acqua e CO2 per mineralizzazione.
L'elettro ossidazione ha ottenuto grande popolarità negli ultimi anni grazie alla sua semplicità di funzionamento, nonché all'abilità di trattare composti organici dannosi e refrattari, che non possono essere degradati con trattamenti convenzionali. Inoltre, il processo non richiede il dosaggio esterno di alcun composto (a differenza di altri processi come l'ossidazione chimica in-situ), dato che le specie reagenti vengono tutte prodotte alla superficie dell'anodo.
L'elettro ossidazione è stata applicata per il trattamento di un'ampia gamma di composti non biodegradabili, tra cui aromatici, pesticidi, farmaci e coloranti. A causa degli elevati costi operativi, il processo è spesso combinato con altre tecnologie, come il trattamento a fanghi attivi.

## Configurazione sperimentale

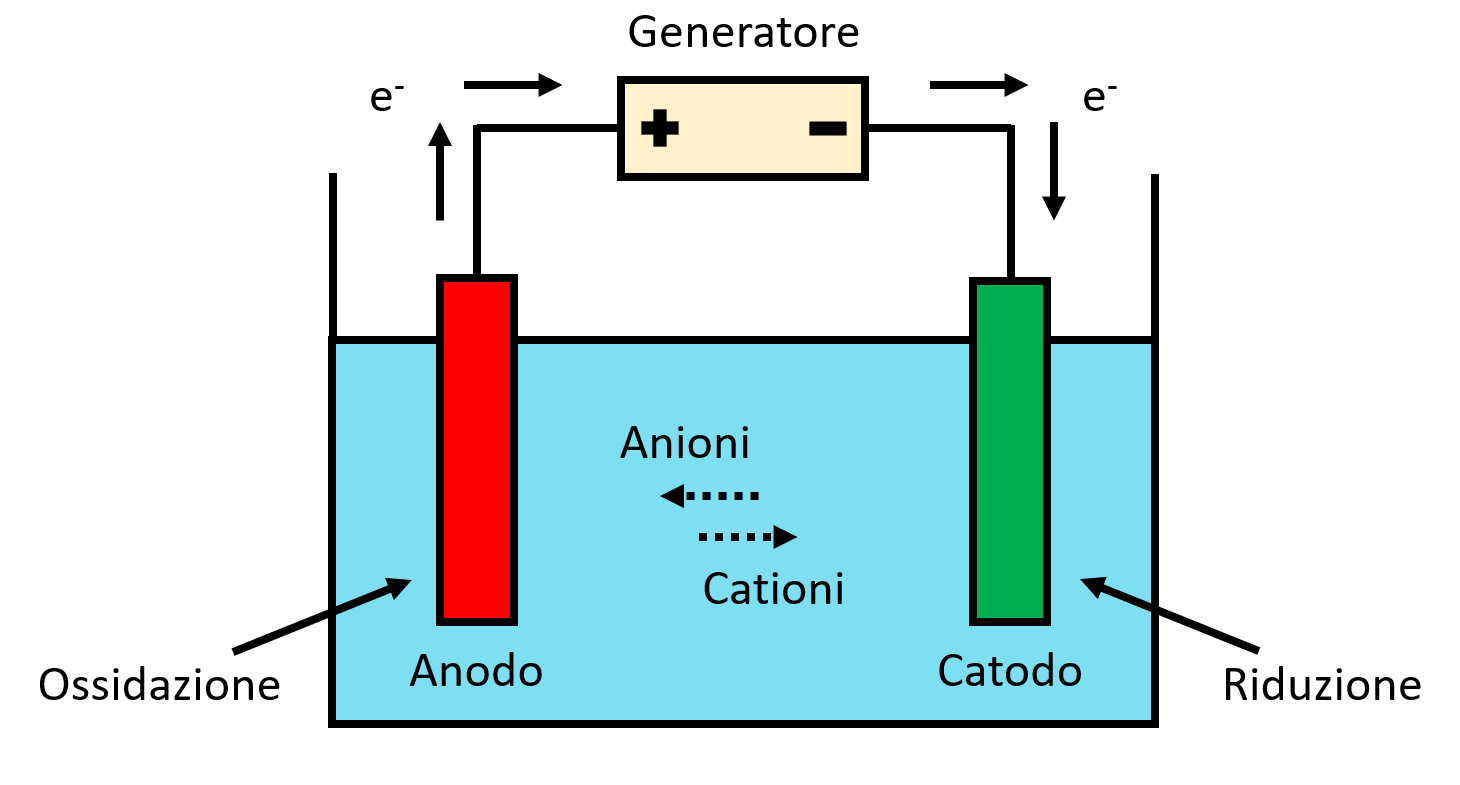
Schema semplificato dell'apparato richiesto per l'elettro ossidazione

La configurazione per condurre un'elettro ossidazione consiste essenzialmente in una cella elettrochimica. Una differenza di potenziale è applicata ai due elettrodi determinando la formazione delle specie reattive, in particolare di radicali ossidrile, in prossimità della superficie dell'elettrodo. Per assicurare una produzione adeguata di gruppi radicali, il potenziale viene regolato per garantire una densità di corrente generalmente compresa tra 10 e 100 mA/cm2. Mentre i materiali utilizzati per il catodo sono pressoché identici in tutte le applicazioni, l'anodo varia molto da caso a caso (vedi sotto: Materiali dell'anodo), in quanto il meccanismo di reazione dipende fortemente da questa scelta. I catodi sono tipicamente costituiti da piastre di acciaio inox, griglie di platino o grafite.
In base al tipo di refluo, può essere necessario incrementare la conduttività della soluzione, specialmente se questa si trova sotto la soglia di 1000 mS/cm. Si possono aggiungere dei sali, quali cloruro di sodio o solfato di sodio, che agiscono da elettrolita incrementando così la conduttività. Valori di concentrazione dei sali di qualche grammo per litro sono piuttosto comuni e possono ridurre significativamente il consumo energetico del sistema, anche del 30%.
Dato che il costo principale associato al trattamento è dovuto al significativo consumo di elettricità, le prestazioni del processo sono valutate essenzialmente sulla base di due parametri, ossia l'efficienza di corrente e il consumo specifico di energia. L'efficienza di corrente è generalmente definita come la carica necessaria per l'ossidazione delle specie di interesse rispetto alla carica totale impiegata durante l'elettrolisi. Nonostante siano state proposte diverse espressioni per valutare l'efficienza di corrente istantanea, tale stima è spesso complicata per via della presenza di intermedi volatili o per la necessità di apparecchiature dedicate. Perciò, di solito è più conveniente valutare l'efficienza di corrente globale (ECG), definita come il valore medio di efficienza sull'intero processo ed espressa come:
{\displaystyle ECG=FV{\frac {(COD_{0}-COD_{t})}{8It}}}
Dove COD0 e CODt rappresentano la domanda chimica di ossigeno (g/dm3) al tempo iniziale e al tempo t di fine trattamento, F la costante di Faraday (96'485 C/mol), V il volume di elettrolita (dm3), I la corrente applicata (A), t il tempo totale di trattamento (h) e 8 la massa equivalente dell'ossigeno. L'efficienza di corrente è funzione del tempo e decresce monotonamente all'aumentare della durata del trattamento. Il consumo specifico di energia, invece, misura l'energia richiesta per eliminare una quantità unitaria di COD in soluzione ed è solitamente espressa come kWh/kgCOD. Questo parametro viene calcolato come:
{\displaystyle EC={\frac {E_{C}It}{(\Delta COD)_{t}V_{s}}}}
Dove EC rappresenta il potenziale della cella (V), I la corrente applicata (A), t il tempo richiesto per il trattamento (h), (ΔCOD)t la variazione del COD tra inizio e fine processo (g/L) e Vs il volume del soluto (L). Dato che l'efficienza di corrente può variare significativamente a seconda della soluzione considerata, è necessario valutare caso per caso il giusto compromesso per la scelta di densità di corrente, durata del trattamento e conseguente consumo specifico di energia, così da raggiungere l'efficienza di abbattimento richiesta.

## Principio di funzionamento

### Ossidazione diretta
Quando viene applicata la differenza di potenziale, diversi intermedi dell'evoluzione dell'ossigeno, in particolare radicali ossidrile, vengono prodotti in prossimità dell'anodo. I radicali ossidrile sono noti per il loro elevato potenziale redox, che permette loro di degradare facilmente composti organici refrattari. Secondo il meccanismo di reazione proposto per la formazione del radicale, l'ossidazione dell'acqua avviene in prossimità dell'anodo:
{\displaystyle {\ce {S + H2O -> S[*OH] + H+ + e-}}}
Dove S rappresenta il generico sito attivo per l'adsorbimento sulla superficie dell'elettrodo. Il radicale può quindi interagire con gli inquinanti secondo due differenti meccanismi, secondo il tipo di materiale dell'anodo. La superficie di anodi "attivi" interagisce fortemente con l'ossidrile, portando alla formazione dei cosiddetti superossidi. Questi gruppi agiscono da intermedi per l'ossidazione selettiva dei composti organici. Essendo il radicale fortemente legato alla superficie dell'elettrodo, le reazioni sono limitate in prossimità della superficie anodica, secondo il meccanismo:
{\displaystyle {\ce {S[*OH] -> SO +H+ + e-}}}
{\displaystyle {\ce {SO + R -> S + RO}}}
dove R rappresenta il generico composto organico, mentre RO rappresenta il prodotto di reazione, parzialmente ossidato.
Se invece l'elettrodo interagisce debolmente con i radicali viene qualificato come "non attivo". Gli ossidrili sono in questo caso debolmente assorbiti sulla superficie e sono quindi in grado di reagire più facilmente con gli inquinanti. In questo caso, i composti organici sono completamente ossidati ai prodotti finali di ossidazione, ossia CO2 e acqua, e le reazioni sono meno selettive rispetto al caso precedente:
{\displaystyle {\ce {S[*OH] + R -> S + mCO2 + nH2O + H+ + e-}}}
In entrambi i casi, la reazione di evoluzione dell'ossigeno è in competizione con i processi di ossidazione. Per questa ragione, la distinzione tra elettrodi attivi e non attivi viene fatta valutando la corrispondente sovratensione per l'evoluzione dell'ossigeno. Elettrodi con una sovratensione ridotta mostreranno un comportamento attivo, come avviene per elettrodi a base di platino, grafite o ossidi di metalli misti. Viceversa, elettrodi con una sovratensione elevata si comporteranno come elettrodi non attivi. Tipici esempi di elettrodi non attivi sono il diossido di piombo e il diamante drogato con boro. Un'elevata sovratensione per l'evoluzione dell'ossigeno determina una minore resa per la reazione di evoluzione dell'ossigeno, incrementando l'efficienza del processo di ossidazione.

### Ossidazione mediata
Quando degli agenti ossidanti vengono addizionati alla soluzione, l'elettro ossidazione può determinare, oltre alla formazione dei radicali all'anodo, la produzione di altre specie ossidanti in soluzione. Questi composti non sono legati all'elettrodo e possono quindi estendere il processo di ossidazione degli inquinanti all'intero sistema. Il caso più diffuso è rappresentato dall'ossidazione mediata da cloruri, in quanto l'anione cloruro è molto comune nei reflui ed è facilmente convertibile a ipoclorito, secondo la reazione globale:
{\displaystyle {\ce {Cl- + H2O -> ClO- + 2H+ + 2e-}}}
Nonostante l'ipoclorito sia il prodotto principale di reazione, cloro e acido ipocloroso sono prodotti come intermedi di reazione. Questi composti sono fortemente reattivi nei confronti degli inquinanti organici e favoriscono la loro completa mineralizzazione, ma possono anche produrre degli intermedi e prodotti finali stabili. Questi composti clorurati sono talvolta più dannosi degli originali inquinanti del refluo e possono richiedere trattamenti dedicati di rimozione. Per questo, spesso si sostituisce il solfato di sodio al cloruro di sodio come elettrolita per evitare di avere in soluzione ioni cloruro disponibili per l'ossidazione mediata. In realtà anche i solfati possono ossidare gli inquinanti secondo un meccanismo simile, ma sono richieste sovratensioni dell'evoluzione dell'ossigeno molto più elevate.

## Materiali dell'anodo

### Grafite
Gli elettrodi a base di grafite sono molto comuni per il loro costo ridotto e l'elevata area superficiale. Inoltre, possono combinare l'adsorbimento degli inquinanti al processo di ossidazione. Tuttavia, possono operare solo a potenziali bassi, in quanto incrementando la differenza di potenziale tendono a corrodersi, riducendo progressivamente l'efficienza di processo e degradando l'area esposta. In effetti, la sovratensione per questi elettrodi è piuttosto bassa (1;7 V vs SHE).

### Platino
Gli elettrodi al platino hanno una buona conduttività e sono stabili a potenziali elevati. Allo stesso tempo, però, la loro sovratensione per l'evoluzione dell'ossigeno è piuttosto bassa (1,6 V vs SHE) e confrontabile con quella della grafite. Di conseguenza, questi elettrodi forniscono basse rese per la mineralizzazione degli inquinanti. I composti organici vengono parzialmente ossidati e si convertono in intermedi stabili, che non possono essere ulteriormente degradati, riducendo così notevolmente l'efficienza del sistema.

### Ossidi di metalli misti
Gli elettrodi a base di ossidi di metalli misti sono molto popolari per l'abilità di promuovere le reazioni di evoluzione di ossigeno e cloro e sono stati per questo utilizzati ampiamente nel processo clorosoda e per l'elettrolisi dell'acqua. Nel trattamento dei reflui, questi elettrodi hanno scarsa efficienza perché favoriscono la reazione competitiva di evoluzione dell'ossigeno. Come per gli elettrodi al platino, gli inquinanti si convertono in intermedi di reazioni piuttosto che essere ossidati completamente. Per la stessa ragione, questi elettrodi sono molto efficaci quando si vuole condurre il processo tramite ossidazione mediata.

### Diossido di piombo
Il diossido di piombo è stato ampiamente utilizzato in applicazioni industriali, in quanto gli elettrodi di questo materiale sono stabili, hanno elevata area superficiale e buona conduttività, oltre ad essere abbastanza economici. Inoltre, questi elettrodi hanno una sovratensione dell'ossigeno elevata (1,9 V vs SHE), che determina un'elevata efficienza per la completa mineralizzazione. Questi elettrodi permettono anche di generare ozono, un altro agente fortemente ossidante, assieme ai radicali ossidrile.

### Diamante drogato con boro
Il diamante sintetico può essere drogato con il boro per incrementarne la conduttività, rendendolo un ottimo candidato per la fabbricazione di elettrodi BDD (Boron-doped diamond). Gli elettrodi BDD hanno un'elevata stabilità chimica ed elettrochimica, resistono alla corrosione anche in condizioni estreme e hanno una finestra di potenziale molto ampia (2,3 V vs SHE). Per questo, sono generalmente considerati gli elettrodi più efficaci per la completa mineralizzazione degli organici, visto che offrono la maggiore efficienza a parità di consumi energetici. Sono però gli elettrodi più costosi da produrre, visto che vengono sintetizzati tramite processi di deposizione chimica ad alta temperatura.

## Applicazioni significative
Dato che gli studi sul processo di elettro ossidazione e sulle formulazioni degli elettrodi procedono da molti anni, il processo è stato adattato ad impianti pilota e ad applicazioni commerciali alla scala industriale: 
1. Oxineo e Sysneo sono prodotti dedicati per la disinfezione delle piscine pubbliche e private, che utilizzano elettrodi BDD per generare radicali in grado di distruggere i microorganismi presenti nell'acqua. Rispetto ad altri sistemi di disinfezione dell'acqua, ha il vantaggio di non richiedere dosaggio di composti, di non produrre odore sgradevole di cloro e di prevenire la formazione delle alghe.[1]
2. CONDIAS e Advanced Diamond Technologies Inc. vendono la strumentazione completa per realizzare elettro ossidazione con elettrodi BDD, venduta con i marchi commerciali CONDIACELL e Diamonox, che possono essere utilizzati sia per disinfezione dell'acqua che per trattare reflui industriali.[1]
3. Un impianto alla scala pilota è stato installato nel 2007 in Cantabria (Spagna), per effettuare un'elettro ossidazione con elettrodi BDD a valle di un trattamento biologico e di un trattamento Fenton. L'efficienza di rimozione globale raggiungeva il 99%.[24]